# Heidoti (Saramaccarivier)
Heidoti is een dorp in het ressort Boven-Saramacca in Suriname. In het dorp wonen marrons van het volk Kwinti.
Sinds 2009 is er het Heidoti Tropical Park gevestigd. Nabij ligt de Cabana Airstrip.
Bofe · Boslanti · Cabana · Heidoti · Kwattahede · Makajapingo · Mamadam · Misalibiekondre · Moetoetoetabriki · Nieuw-Jacobkondre · Oemakondre · Pakkapakka · Poesoegroenoe · Stonkoe · Villa Brazil